# Tiverton (Rhode Island)
Tiverton és una població dels Estats Units a l'estat de Rhode Island. Segons el cens del 2000 tenia 15.260 habitants.

## Demografia
Segons el cens del 2000, Tiverton tenia 15.260 habitants, 6.077 habitatges, i 4.405 famílies. La densitat de població era de 200,7 habitants per km².
Dels 6.077 habitatges en un 29,6% hi vivien nens de menys de 18 anys, en un 60,2% hi vivien parelles casades, en un 8,8% dones solteres, i en un 27,5% no eren unitats familiars. En el 23,1% dels habitatges hi vivien persones soles l'11,7% de les quals corresponia a persones de 65 anys o més que vivien soles. El nombre mitjà de persones vivint en cada habitatge era de 2,51 i el nombre mitjà de persones que vivien en cada família era de 2,95.
Per edats la població es repartia de la següent manera: un 22,1% tenia menys de 18 anys, un 5,9% entre 18 i 24, un 29% entre 25 i 44, un 26,6% de 45 a 60 i un 16,5% 65 anys o més.
L'edat mediana era de 41 anys. Per cada 100 dones de 18 o més anys hi havia 92,6 homes.
La renda mediana per habitatge era de 49.977 $ i la renda mediana per família de 58.917 $. Els homes tenien una renda mediana de 41.042 $ mentre que les dones 29.217 $. La renda per capita de la població era de 22.866 $. Aproximadament el 2,9% de les famílies i el 4,5% de la població estaven per davall del llindar de pobresa.